# Schoenus rigens
Schoenus rigens är en halvgräsart som beskrevs av Stanley Thatcher Blake. Schoenus rigens ingår i släktet axagssläktet, och familjen halvgräs. Inga underarter finns listade i Catalogue of Life.